# Saison 2020 de l'équipe cycliste CCC-Liv
La saison 2020 de l'équipe féminine CCC-Liv est la seizième de la formation. Elle accède au statut de WorldTeam, la première division du cyclisme féminin. L'équipe enregistre quatre arrivées avec Soraya Paladin, Sofia Bertizzolo, Marta Jaskulska et Aurela Nerlo.
Marianne Vos réalise un Tour d'Italie de premier plan en remportant trois étapes et en gagnant le classement par points. Elle est quatrième du championnat du monde dans un scénario ouvert ne l'avantageant pas. Elle est battue à La course by Le Tour de France par Elizabeth Deignan en démarrant son sprint de trop loin. Elle est quatrième de Liège-Bastogne-Liège.  Ashleigh Moolman est sixième du Tour d'Italie et de la Flèche wallonne en plus de remporter ses deux titres nationaux. Sofia Bertizzolo est cinquième du sprint aux Trois Jours de La Panne. Marta Lach est septième du Grand Prix de Plouay. Marianne Vos est sixième des classements UCI et World Tour, CCC-Liv sixième du premier classement et cinquième du second.

## Préparation de la saison

### Partenaires et matériel de l'équipe

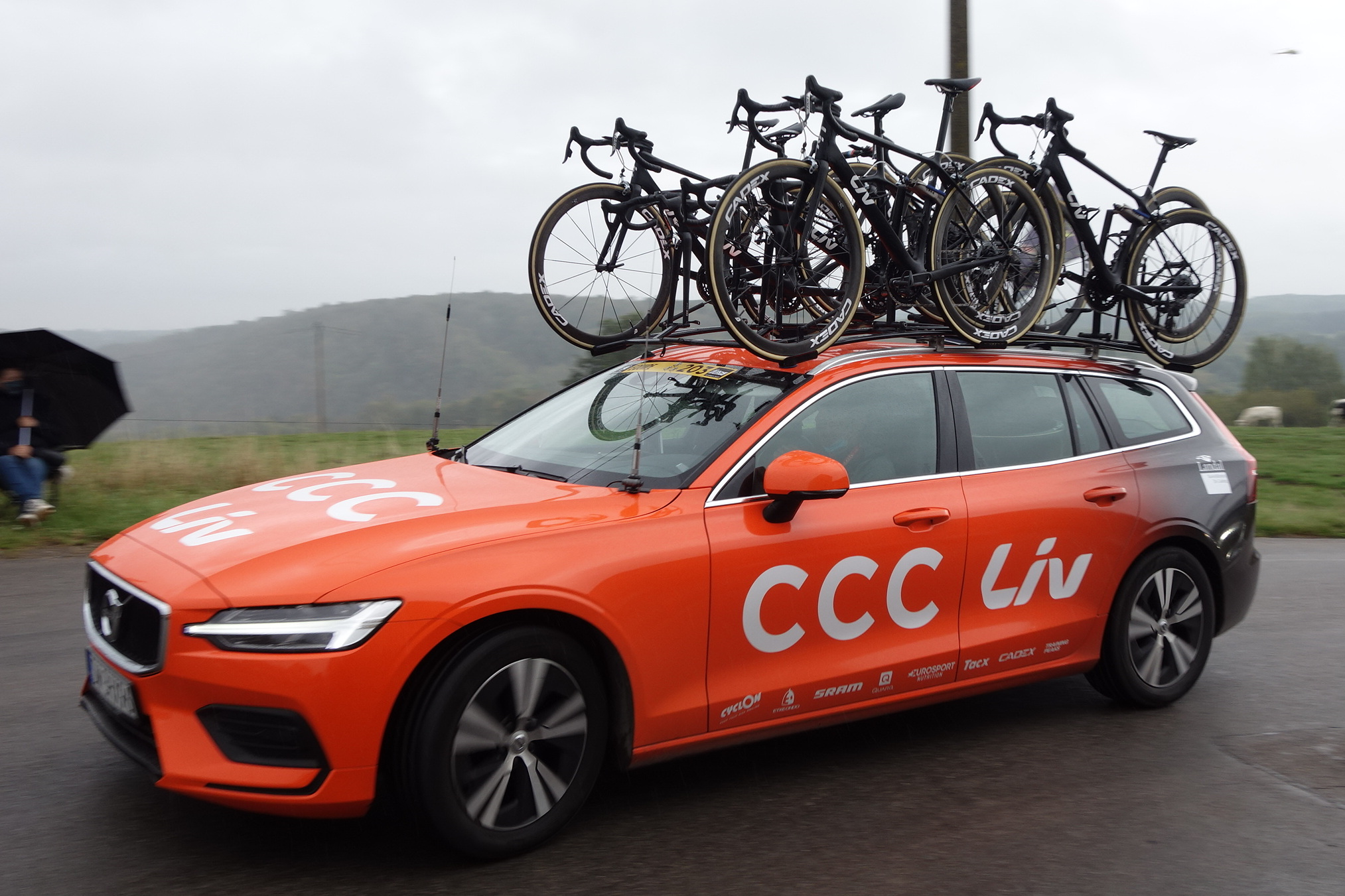
Voiture de l'équipe

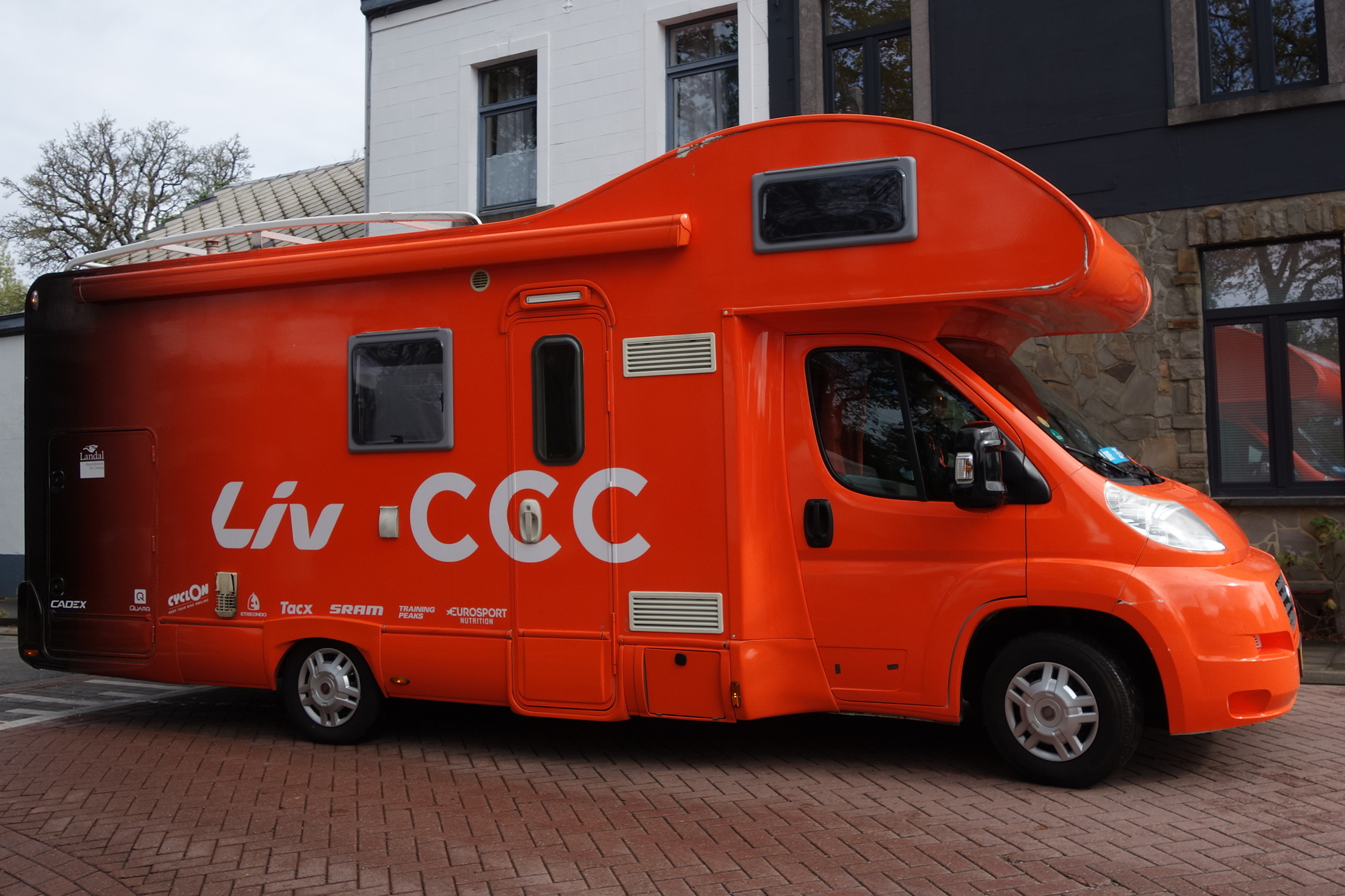
Camping-car de l'équipe

Le groupe polonais CCC (de) est le principale partenaire de l'équipe. Liv, une marque de cycles du groupe Giant est le second parrain de la formation.

### Arrivées et départs
L'équipe enregistre l'arrivée de la grimpeuse italienne Soraya Paladin, auteur d'une très bonne saison 2019, de la spécialiste des classiques Sofia Bertizzolo, et de deux Polonaises : Marta Jaskulska et Aurela Nerlo.
| Arrivées         | Équipe 2019         |
| ---------------- | ------------------- |
| Sofia Bertizzolo | Virtu               |
| Marta Jaskulska  | Néo-professionnelle |
| Aurela Nerlo     | Néo-professionnelle |
| Soraya Paladin   | Alé Cipollini       |

| Départs | Équipe 2020 |
| ------- | ----------- |

### Effectifs
| Effectif 2020                           | Effectif 2020     | Effectif 2020  | Effectif 2020                             |
| Cycliste                                | Date de naissance | Pays           | Équipe précédente                         |
| --------------------------------------- | ----------------- | -------------- | ----------------------------------------- |
| Sofia Bertizzolo                        | 21 août 1997      | Italie         | Virtu Cycling Women (2019)                |
| Valerie Demey                           | 17 janvier 1994   | Belgique       | Lotto Soudal Ladies (2018)                |
| Marta Jaskulska                         | 25 mars 2000      | Pologne        |                                           |
| Jeanne Korevaar                         | 24 septembre 1996 | Pays-Bas       | Jan van Arckel (2015)                     |
| Evy Kuijpers                            | 15 février 1995   | Pays-Bas       | Jan van Arckel (2018)                     |
| Marta Lach                              | 26 mai 1997       | Pologne        | Mat Atom Deweloper (2018)                 |
| Riejanne Markus                         | 1 septembre 1994  | Pays-Bas       | Liv-Plantur (2016)                        |
| Ashleigh Moolman                        | 9 décembre 1985   | Afrique du Sud | Cervélo Bigla (2018)                      |
| Aurela Nerlo                            | 11 février 1998   | Pologne        | TKK Pacific Toruń - Nestlé Fitness (2019) |
| Soraya Paladin                          | 4 mai 1993        | Italie         | Alé Cipollini (2019)                      |
| Pauliena Rooijakkers                    | 12 mai 1993       | Pays-Bas       | Parkhotel Valkenburg-Destil (2017)        |
| Agnieszka Skalniak-Sójka                | 22 avril 1997     | Pologne        | Experza-Footlogix (2018)                  |
| Sabrina Stultiens                       | 8 juillet 1993    | Pays-Bas       | Sunweb (2017)                             |
| Inge van der Heijden (9 fév.–31 juill.) | 12 août 1999      | Pays-Bas       |                                           |
| Marianne Vos                            | 13 mai 1987       | Pays-Bas       |                                           |
|                                         |                   |                |                                           |
| Source : UCI                            |                   |                |                                           |

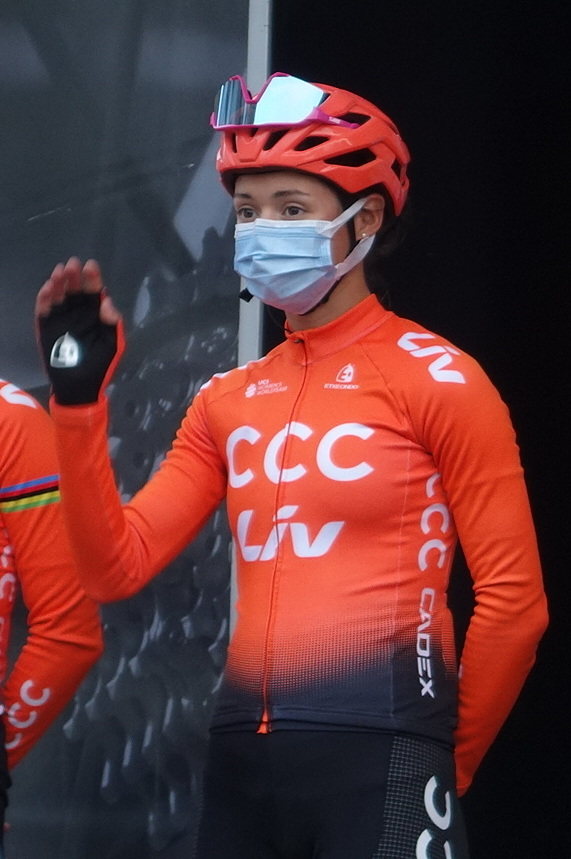
Sofia Bertizzolo
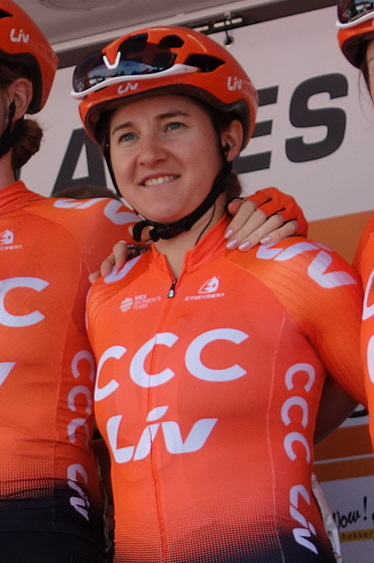
Valerie Demey en 2019
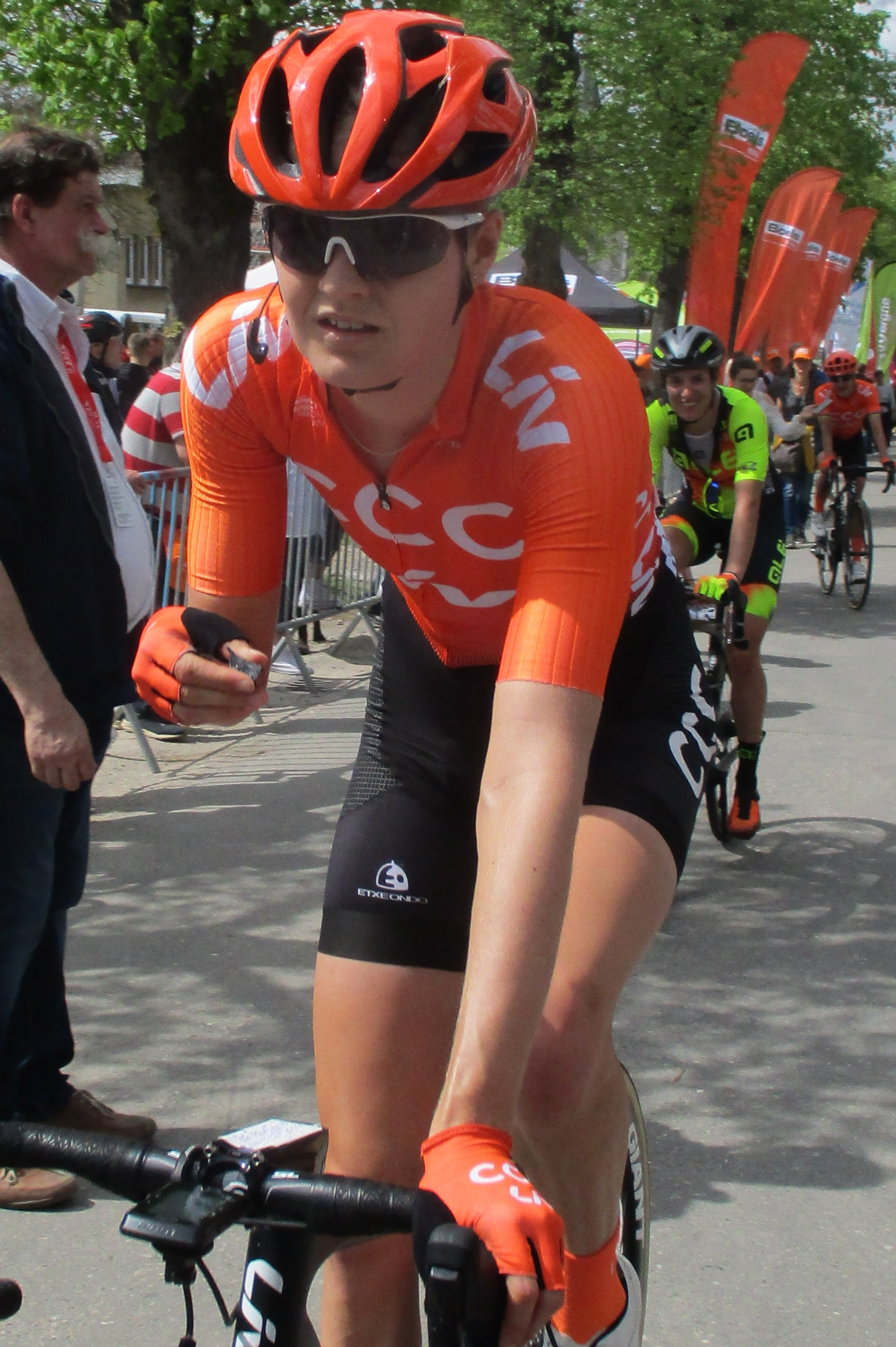
Jeanne Korevaar en 2019
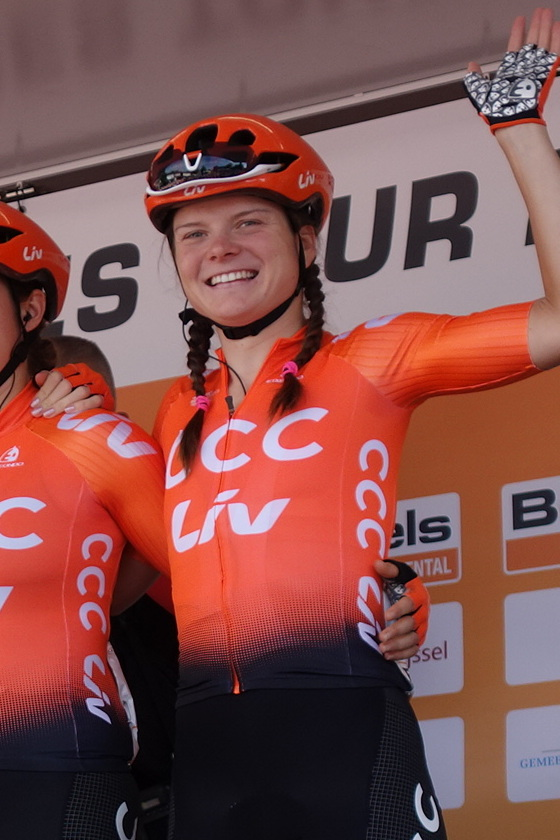
Marta Lach en 2019
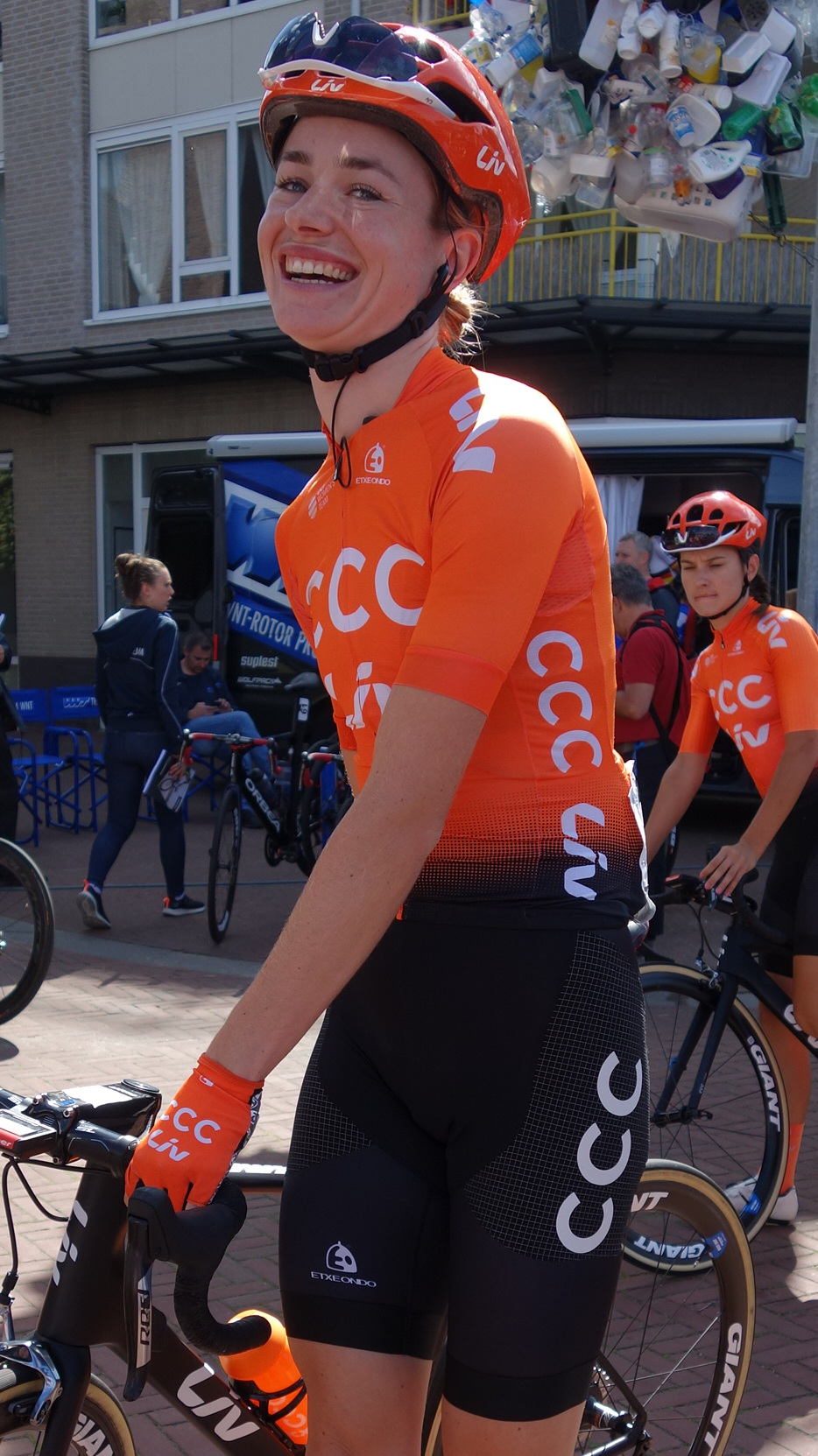
Riejanne Markus en 2019
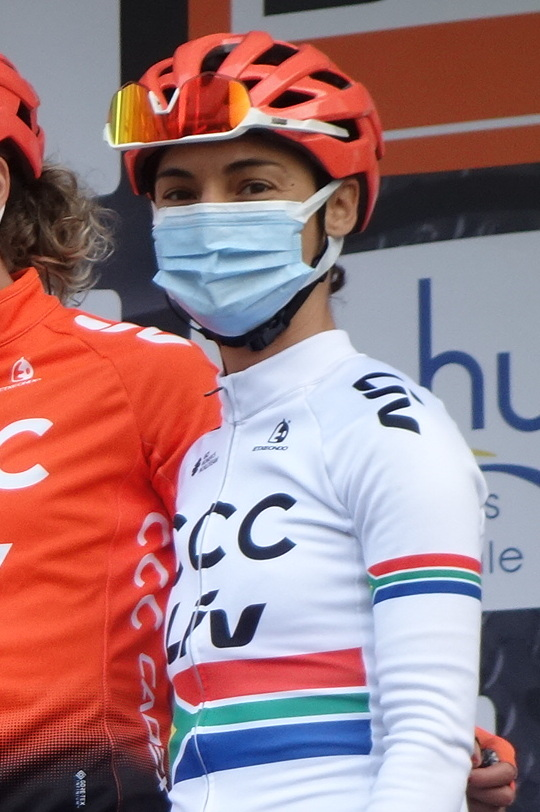
Ashleigh Moolman-Pasio
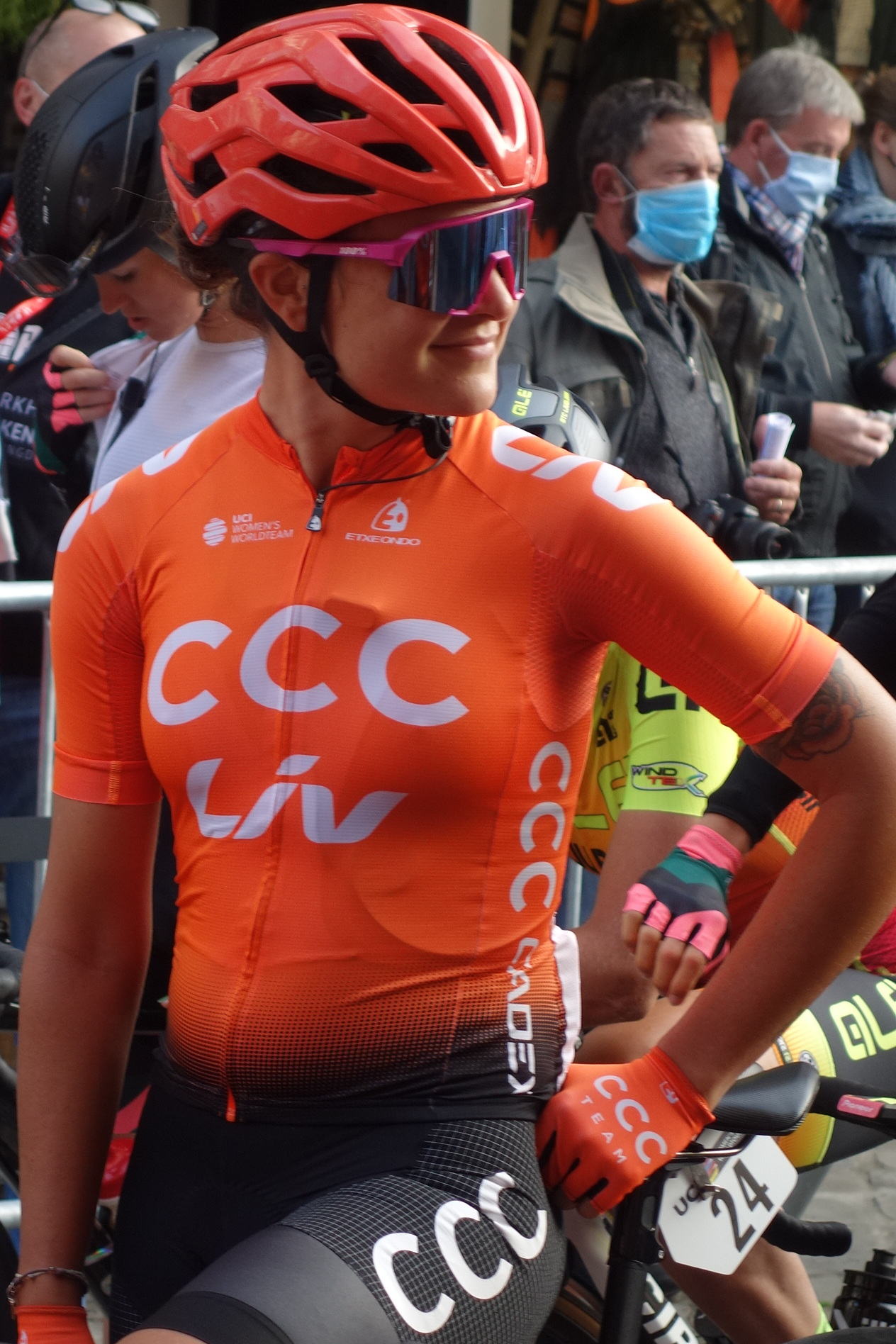
Soraya Paladin
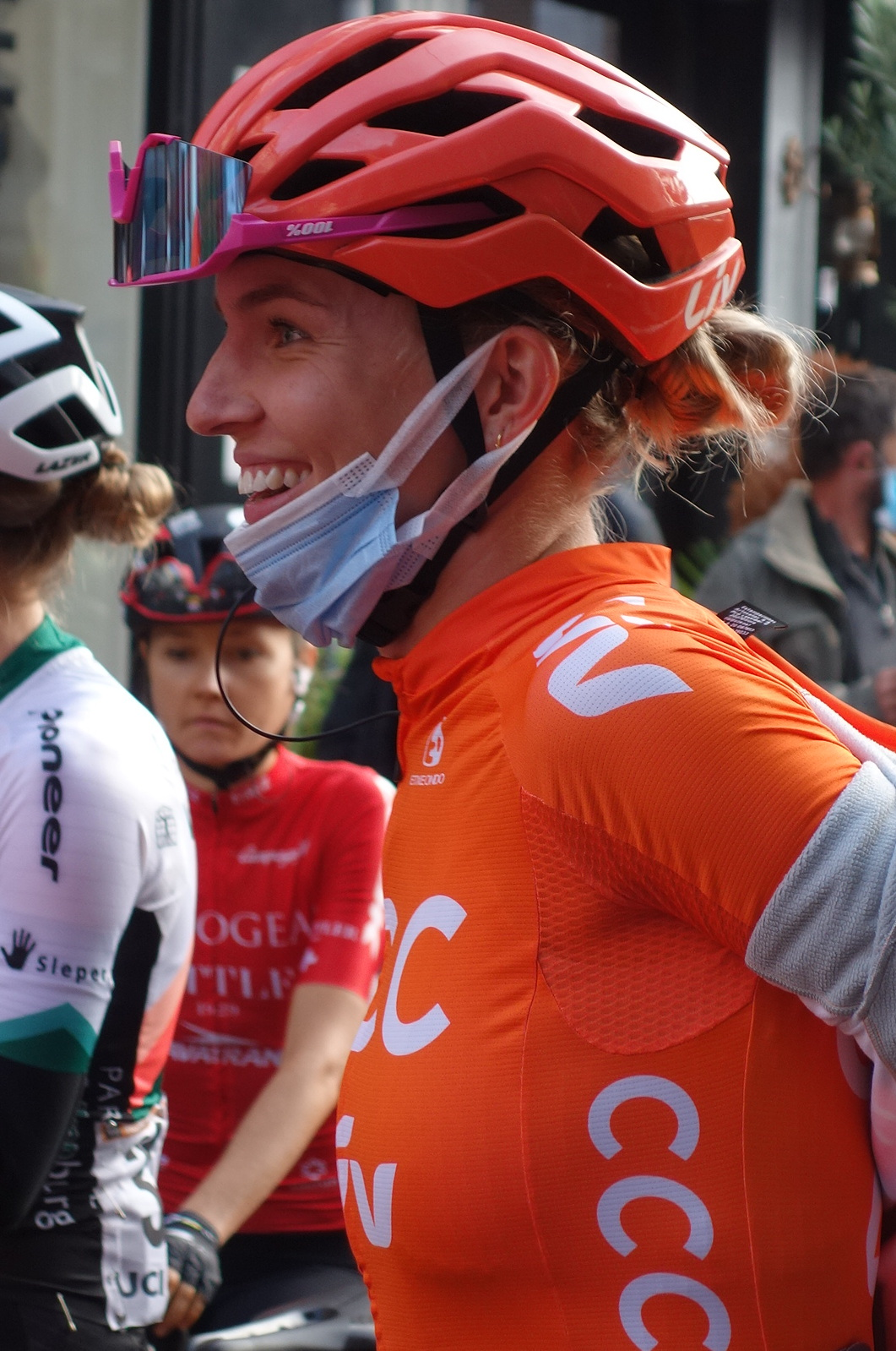
Pauliena Rooijakkers
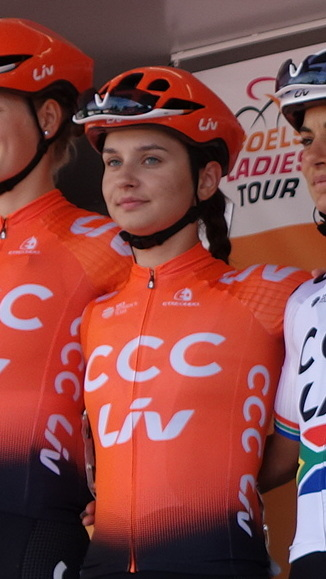
Agnieszka Skalniak en 2019
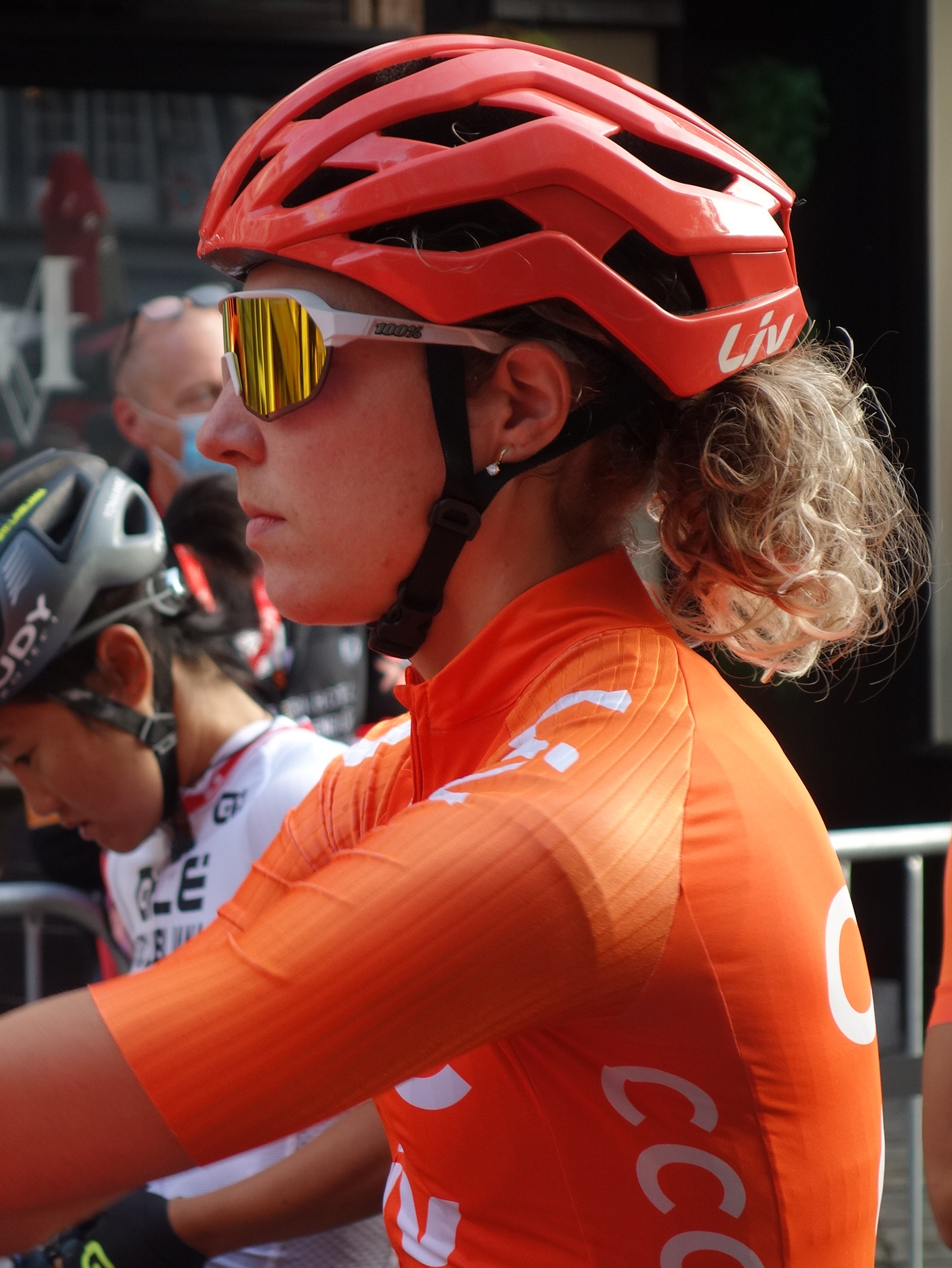
Sabrina Stultiens
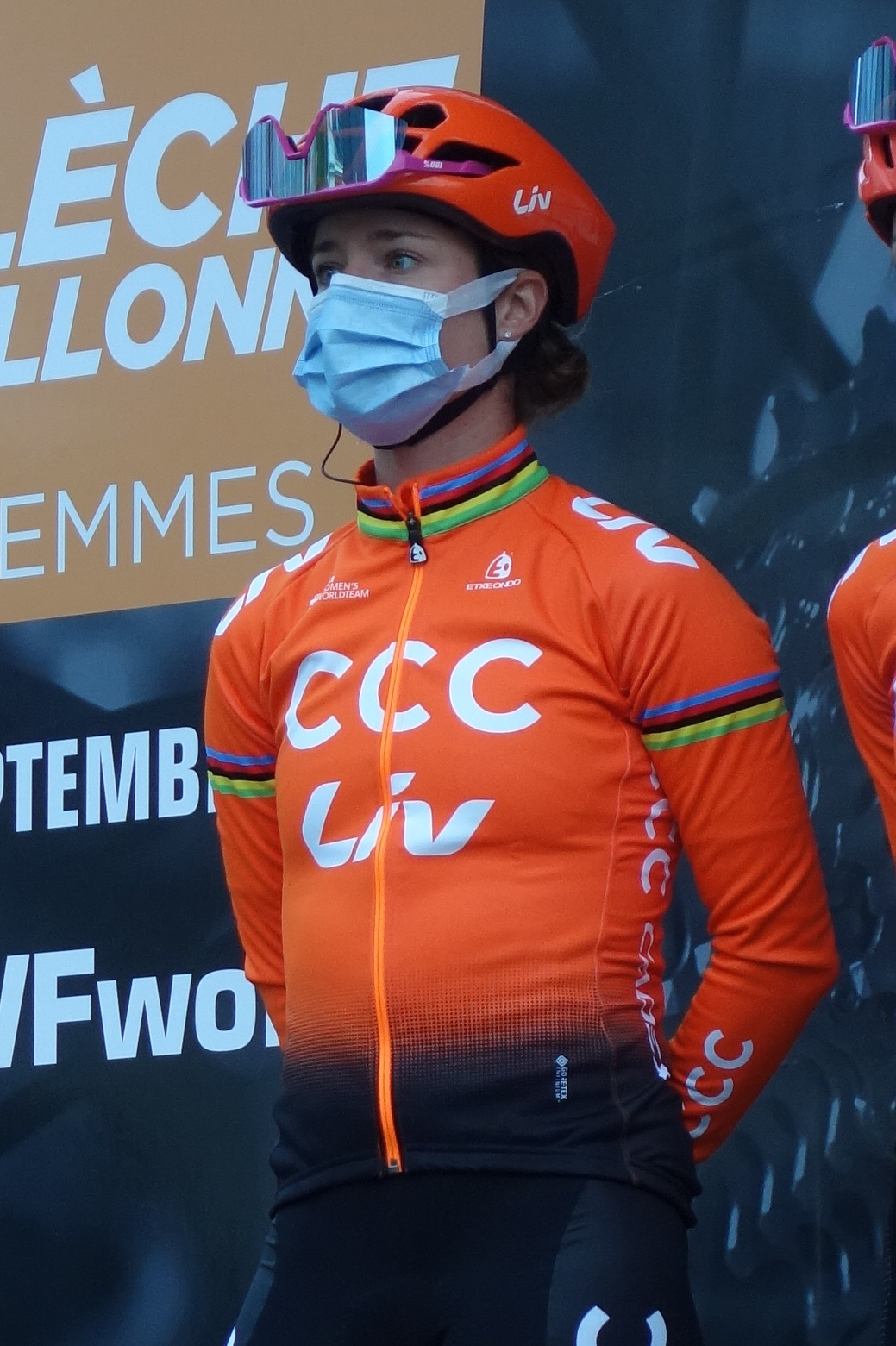
Marianne Vos
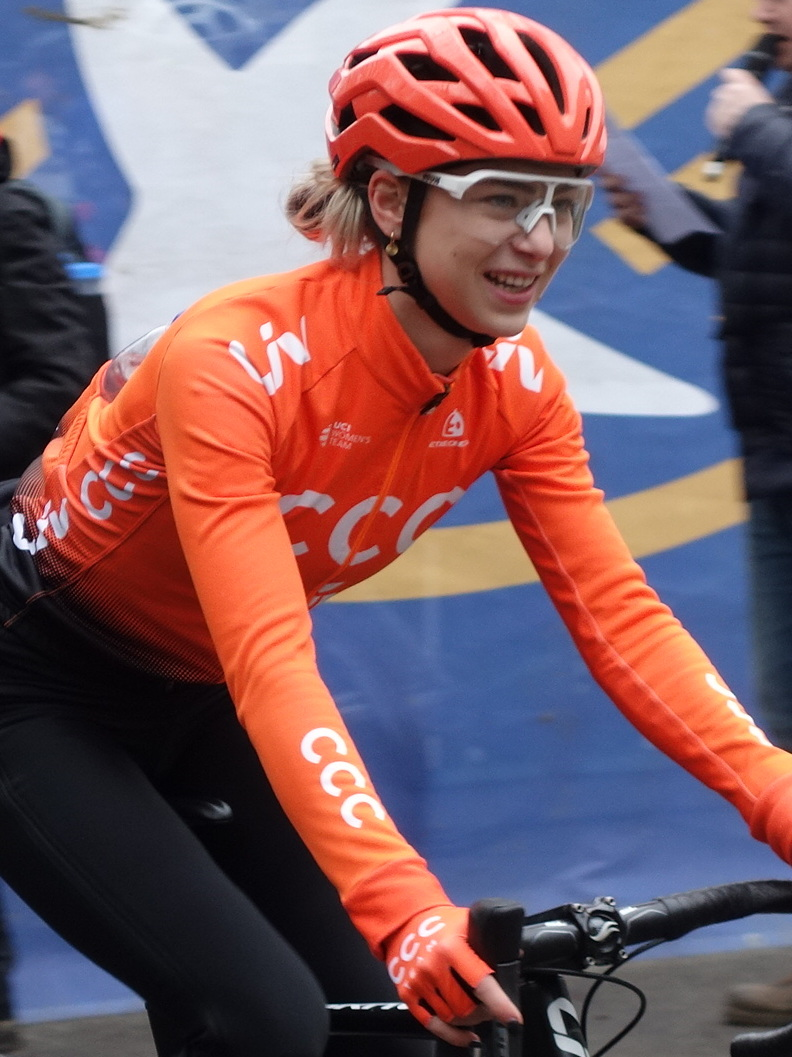
Inge van der Heijden

### Encadrement
Jeroen Blijlevens est le directeur sportif. Il est assisté d'Hugo Brenders.

## Déroulement de la saison

### Février
Ashleigh Moolman entame la saison en remportant ses titres nationaux sur route et en contre-la-montre.
Jeanne Korevaar est quatorzième du Circuit Het Nieuwsblad. 

### Août

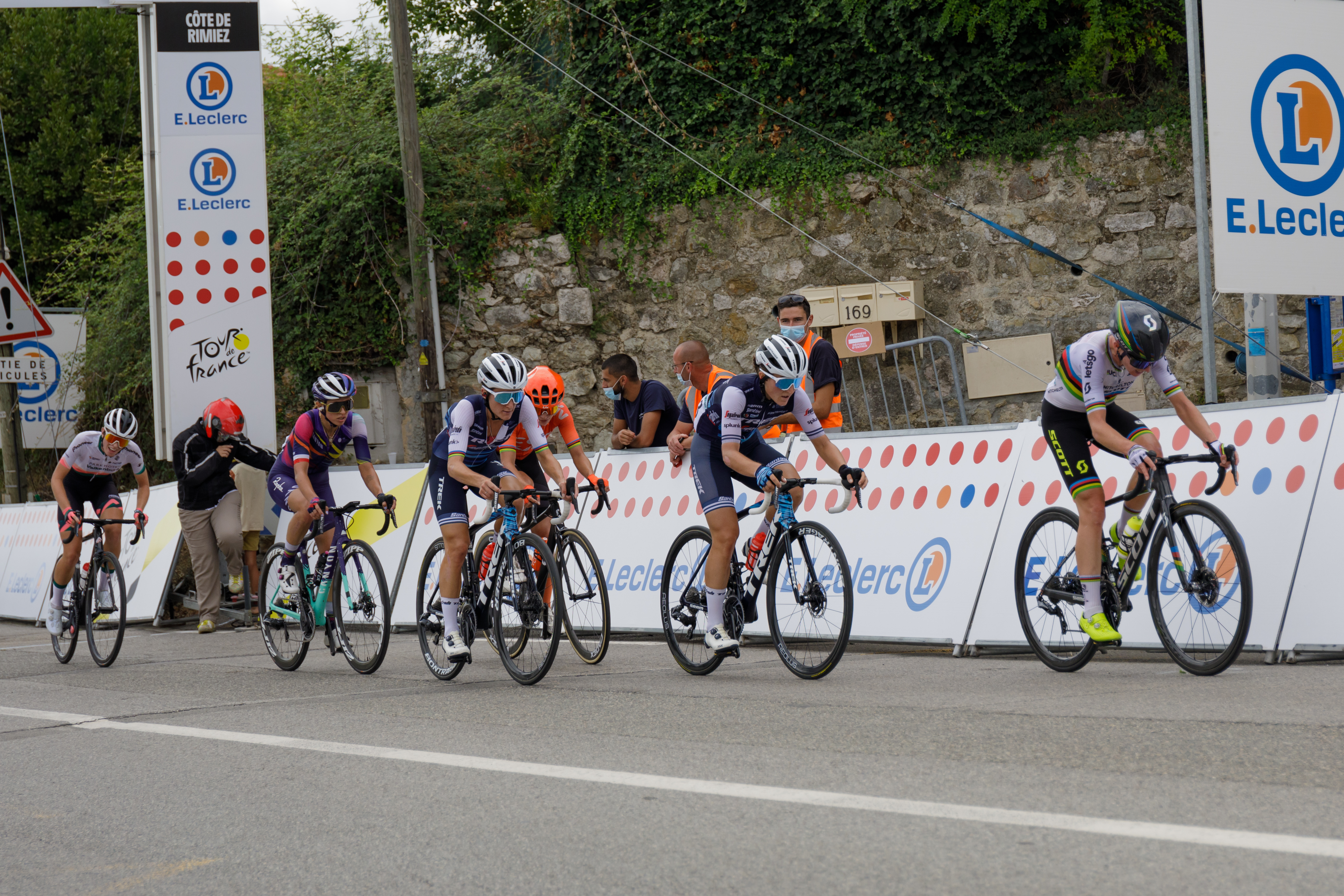
Groupe de tête durant la Course by le Tour

Aux Strade Bianche, une échappée de onze coureuses dont Soraya Paladin se forme peu avant le kilomètre cinquante. Les grandes équipes étant toutes représentée, leur avance atteint rapidement trente secondes. Marianne Vos se classe finalement sixième de l'épreuve.
Au Tour d'Émilie, Pauliena Rooijakkers est troisième, Sabrina Stultiens cinquième et Soraya Paladin sixième de cette course qui se décide dans l'ascension finale vers le Sanctuaire Madonna di San Luca. Marta Lach devient championne de Pologne sur route, ainsi que de la montagne et du contre-la-montre par équipes.
Les championnats d'Europe se disputent en parallèle du Grand Prix de Plouay, sur le même circuit. Au Grand Prix de Plouay, Marta Lach est septième de la course. Sur la course en ligne des championnats d'Europe, l'attaque de Marianne Vos à environ trente-cinq kilomètres de l'arrivée met sur orbite Annemiek van Vleuten, qui s'impose. Marianne Vos est huitième. 
À la course by Le Tour de France, au début du deuxième tour, Annemiek van Vleuten accélère dans la côte. Seules Elisa Longo Borghini, Elizabeth Deignan, Marianne Vos, Katarzyna Niewiadoma et Demi Vollering gardent le contact. Dans le final, la première attaque vient d'Elisa Longo Borghini à environ deux kilomètres et demi de l'arrivée. Marianne Vos est cependant attentive. Elisa Longo Borghini lance le sprint à environ quatre cents mètres de la ligne. Marianne Vos réagit et la passe immédiatement. Elizabeth Deignan décrochée au départ revient progressivement avant de passer Marianne Vos dans les derniers mètres.

### Septembre
Au Tour d'Italie, la formation CCC-Liv est septième du contre-la-montre par équipes inaugural à quarante-deux secondes de la Trek-Segrafredo. Sur la deuxième étape qui comporte des secteurs graviers, Ashleigh Moolman est cinquième à plus de trois minutes d'Annemiek van Vleuten. Le lendemain, la victoire se joue dans la côte finale. Marianne Vos s'impose et Ashleigh Moolman est huitième. Sur la cinquième étape, Marianne Vos gagne au sprint devant Lotte Kopecky. Lors de la sixième étape, dans la seconde moitié de l'étape, la CCC-Liv profite d'une montée pour durcir la course et parvient à scinder le peloton. Dans la dernière difficulté de la journée, Pauliena Rooijakkers sort avec Nadine Gill. Elles sont reprises avant la descente vers Nola. L'étape se conclut au sprint, Marianne Vos est la plus rapide. Sur la septième étape, la montée vers le Santuario San Michele Arcangelo provoque une attaque d'Elisa Longo Borghini. Marianne Vos entre autres la suit. Le peloton se reforme néanmoins. On se dirige vers un sprint, quand à 1,2 km de l'arrivée une vague se produit faisant chuter Marianne Vos. Elle repart cependant. Lors de la huitième étape, Pauliena Rooijakkers prend l'échappée. Le groupe est repris au pied la dernière ascension du jour. Dans celle-ci, Ashleigh Moolman suit les favorites dans un premier temps. Finalement, Pauliena Rooijakkers est septième. Lors de l'ultime étape, Sabrina Stultiens fait partie du groupe de tête. Elle est septième de l'étape. Marianne Vos remporte le classement par points. Ashleigh Moolman est sixième du classement général. CCC-Liv est la meilleure équipe.
Sur la course en ligne des championnats du monde, Marianne Vos fait partie des favorites. À deux tours de l'arrivée, dans la côte Mazzolano, Anna van der Breggen imprime un rythme très élevé dans la montée ce qui disloque le peloton. Elle est seulement suivie par : Annemiek van Vleuten, Elisa Longo Borghini, Elizabeth Deignan, Cecilie Uttrup Ludwig et Marianne Vos. Passé le sommet, un peloton d'une trentaine d'unité se reforme. Dans l'ascension suivante, la Cima Gallisterna, van Vleuten accélère et van der Breggen attaque, Marianne Vos est distancée. Elle se maintient dans un groupe de poursuite et gagne le sprint. Elle est quatrième.

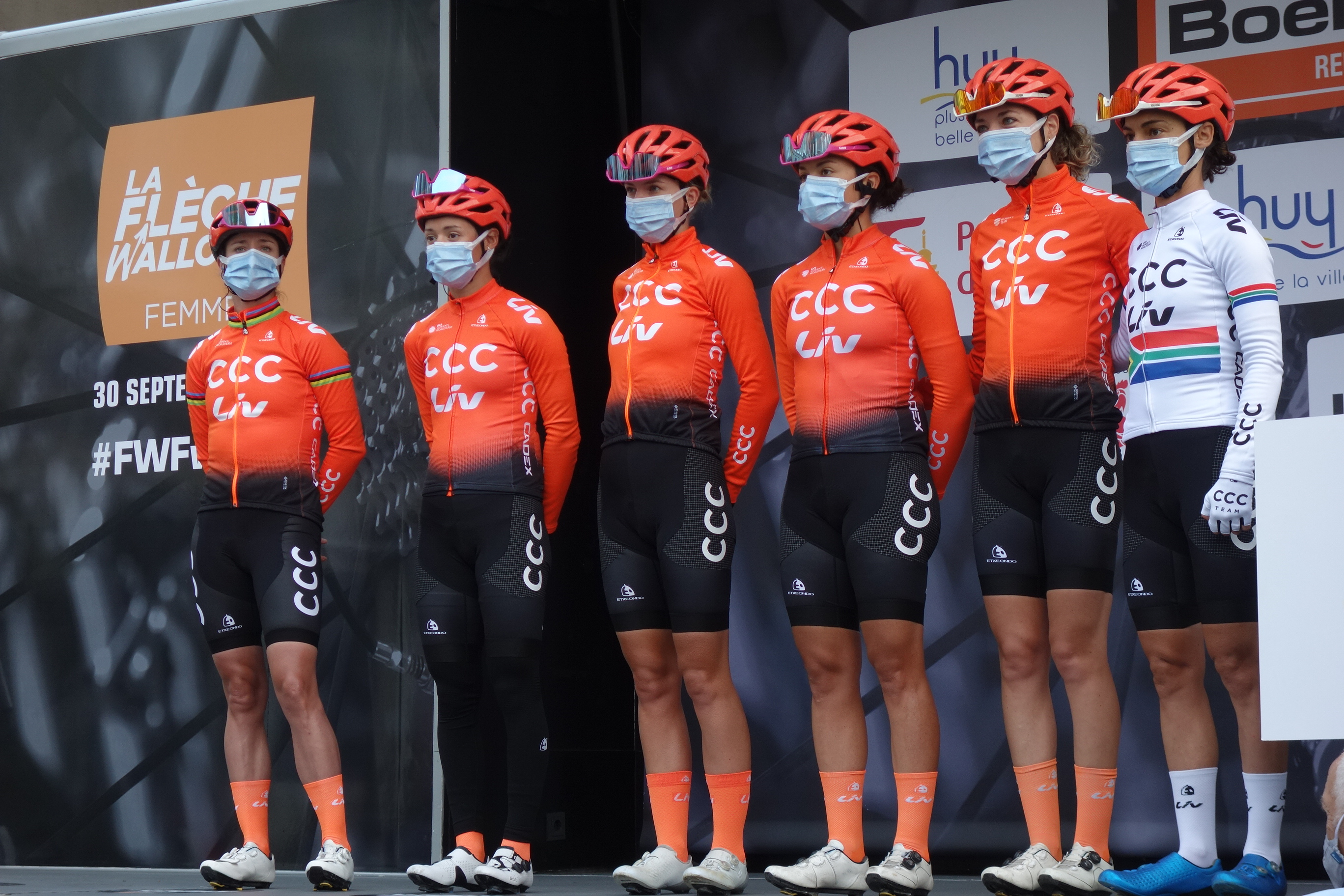
Au départ de la Flèche wallonne

À la Flèche wallonne, un groupe d'échappée sort à une cinquantaine de kilomètres de l'arrivée. Il passe au sommet du mur de Huy avec une trentaine de secondes d'avance sur le peloton. Ashleigh Moolman-Pasio y accélère et provoque une sélection ainsi qu'un regroupement avec la tête de course. Dans l'ascension finale du  mur de Huy, Ashleigh Moolman-Pasio prend la sixième place et Marianne Vos la neuvième place.

### Octobre
Sur Liège-Bastogne-Liège, un groupe de huit favorites dont Marianne Vos sort peu avant la côte de la Vecquée. Elizabeth Deignan attaque dans la côte de la Redoute depuis ce groupe et n'est plus rejointe. Marianne Vos est quatrième de la course.
Au Tour des Flandres, après le Taienberg, Riejanne Markus et Alena Amialiusik profite de l'accalmie pour partir. Elles arrivent au pied du Kruisberg, soit à trente kilomètres du but, avec cinquante-deux secondes d'avance. Au sommet, Chantal Blaak attaque, l'accélération reprend les deux échappée. Riejanne Markus est treizième de la course. Sofia Bertizzolo est cinquième du sprint aux Trois Jours de La Panne.

## Victoires

### Sur route
| Victoires | Victoires                                              | Victoires      | Victoires | Victoires        | Victoires |
| Date      | Course                                                 | Pays           | Classe    | Vainqueur        |           |
| --------- | ------------------------------------------------------ | -------------- | --------- | ---------------- | --------- |
| 6 fév.    | Championnat d'Afrique du Sud du contre-la-montre       | Afrique du Sud | CN        | Ashleigh Moolman |           |
| 8 fév.    | Championnat d'Afrique du Sud sur route                 | Afrique du Sud | CN        | Ashleigh Moolman |           |
| 22 août   | Championnat de Pologne sur route                       | Pologne        | CN        | Marta Lach       |           |
| 30 août   | Championnat de Pologne en montagne                     | Pologne        | CN        | Marta Lach       |           |
| 13 sept.  | 3e étape du Tour d'Italie                              | Italie         | 2.WWT     | Marianne Vos     |           |
| 15 sept.  | 5e étape du Tour d'Italie                              | Italie         | 2.WWT     | Marianne Vos     |           |
| 16 sept.  | 6e étape du Tour d'Italie                              | Italie         | 2.WWT     | Marianne Vos     |           |
| 26 sept.  | Championnat de Pologne du contre-la-montre par équipes | Pologne        | CN        | CCC-Liv          |           |

### Résultats sur les courses majeures

#### World Tour
| Date            | #  | Course                            | Pays      | Meilleure classée      | Classement |
| --------------- | -- | --------------------------------- | --------- | ---------------------- | ---------- |
| 1er février     | 1  | Cadel Evans Great Ocean Road Race | Australie | -                      | -          |
| 1er août        | 2  | Strade Bianche                    | Italie    | Marianne Vos           | 6e         |
| 26 août         | 3  | Grand Prix de Plouay              | France    | Marta Lach             | 7e         |
| 29 août         | 4  | La course by Le Tour de France    | France    | Marianne Vos           | 2e         |
| 11-19 septembre | 5  | Tour d'Italie                     | Italie    | Ashleigh Moolman-Pasio | 6e         |
| 30 septembre    | 6  | Flèche wallonne                   | Belgique  | Ashleigh Moolman-Pasio | 6e         |
| 4 octobre       | 7  | Liège-Bastogne-Liège              | Belgique  | Marianne Vos           | 4e         |
| 11 octobre      | 8  | Gand-Wevelgem                     | Belgique  | Jeanne Korevaar        | 20e        |
| 18 octobre      | 9  | Tour des Flandres                 | Belgique  | Riejanne Markus        | 13e        |
| 20 octobre      | 10 | Trois Jours de la Panne           | Belgique  | Sofia Bertizzolo       | 5e         |
| 6-8 novembre    | 11 | La Madrid Challenge by La Vuelta  | Espagne   | -                      | -          |

Marianne Vos est sixième du classement individuel. CCC-Liv est cinquième du classement par équipes.

#### Grand tour
| Grand tour            | Tour d'Italie                     |
| --------------------- | --------------------------------- |
| Coureuse (classement) | Ashleigh Moolman (6e)             |
| Accessits             | 3 étapes et classement par points |

## Classement mondial
| Classement UCI | Classement UCI           | Classement UCI | Classement UCI |
| Coureuse       | Coureuse                 | Pays           | Points         |
| -------------- | ------------------------ | -------------- | -------------- |
| 6e             | Marianne Vos             | Pays-Bas       | 1422 pts       |
| 24e            | Ashleigh Moolman         | Afrique du Sud | 558 pts        |
| 54e            | Soraya Paladin           | Italie         | 274 pts        |
| 58e            | Marta Lach               | Pologne        | 250 pts        |
| 67e            | Sofia Bertizzolo         | Italie         | 196 pts        |
| 68e            | Pauliena Rooijakkers     | Pays-Bas       | 195 pts        |
| 96e            | Sabrina Stultiens        | Pays-Bas       | 134 pts        |
| 135e           | Riejanne Markus          | Pays-Bas       | 106 pts        |
| 240e           | Marta Jaskulska          | Pologne        | 55 pts         |
| 242e           | Agnieszka Skalniak-Sójka | Pologne        | 55 pts         |
| 252e           | Jeanne Korevaar          | Pays-Bas       | 53 pts         |
| 280e           | Valerie Demey            | Belgique       | 45 pts         |

CCC-Liv est sixième du classement par équipes.